# Linaria aeruginea subsp. aeruginea
Linaria aeruginea subsp. aeruginea é uma subespécie de planta com flor pertencente à família Scrophulariaceae. 
A autoridade científica da subespécie é (Gouan) Cav., tendo sido publicada em Elench. Pl. Horti Matr. 21 (1803).

## Portugal
Trata-se de uma subespécie presente no território português, nomeadamente em Portugal Continental.
Em termos de naturalidade é endémica da Península Ibérica.

## Protecção
Não se encontra protegida por legislação portuguesa ou da Comunidade Europeia.